# Nyctochroa basiplaga
Nyctochroa basiplaga là một loài bướm đêm thuộc phân họ Arctiinae, họ Erebidae.